# Mellah di Fès

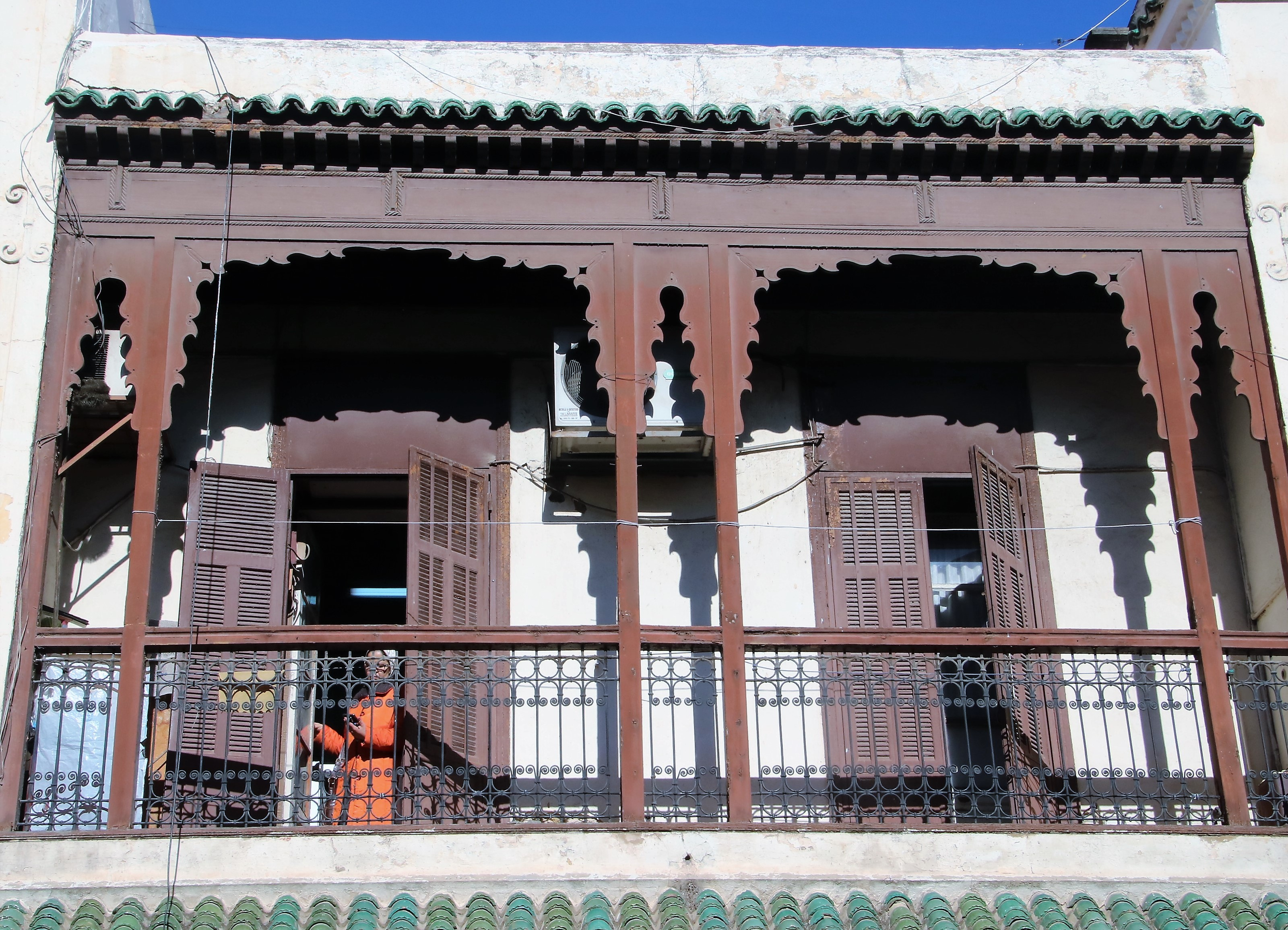
Architettura nel mellah di Fès

Il mellah di Fès (in arabo ملاح فاس‎?) è lo storico quartiere ebraico (mellah) di Fès, in Marocco. È localizzato a Fès el-Jadid, ossia il settore della città che comprende il Palazzo Reale (Dâr-al-Makhzen), e si stima che le sue origini risalgano al XV secolo. Sebbene da decenni nel quartiere non risieda più una significativa comunità ebraica, esso comprende importanti e significativi monumenti e testimonianze del retaggio ebraico della città.

## Storia

### Origini: la comunità ebraica prima dell'istituzione del mellah (dal IX al XIV secolo)

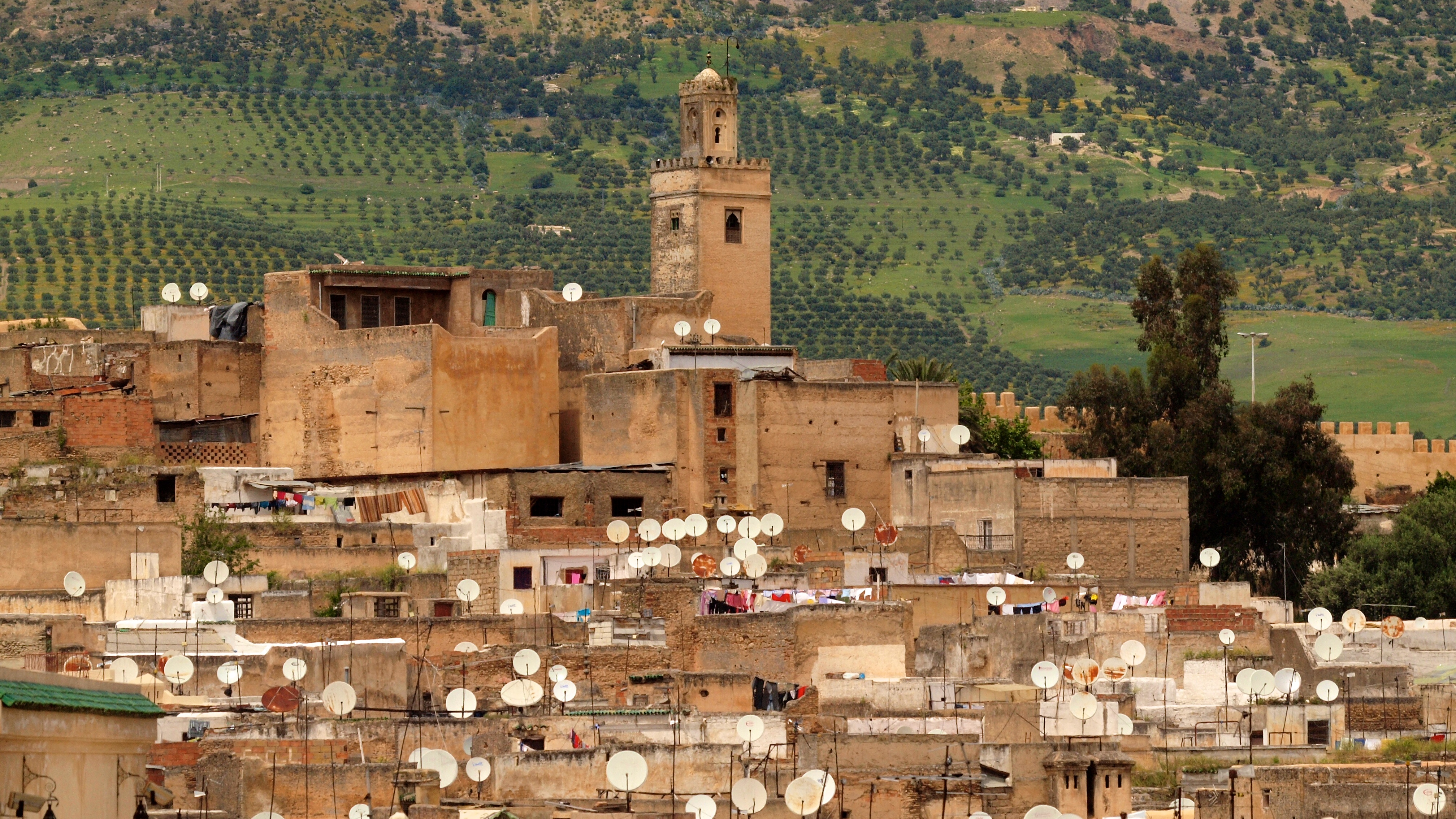
L'area oggi vicina a Bab Guissa, storicamente conosciuta come Funduq el-Yihoudi, costituiva l'originario quartiere ebraico di Fès el-Bali. L'originario cimitero ebraico era localizzato fuori dalle porte della città (area ora occupata da cimiteri musulmani).

Fès è stata storicamente sede di una delle più vaste e antiche comunità ebraiche del Marocco, la quale vi ha risieduto sin dalla fondazione della città da parte degli Idrisidi (alla fine dell'VIII secolo). La comunità ebraica viveva in molte zone della città accanto alla comunità musulmana, come evidenziato dal fatto che gli Almoravidi acquistarono case ebraiche in modo da demolirle per espandere l'Università al-Qarawiyyin (situata nel centro della città), e dalla residenza di Maimonide in quella che si dice sarebbe poi diventata Dar al-Magana (nella zona occidentale della città). Ad ogni modo, sin dai tempi di Idris II (primi del IX secolo) la comunità ebraica era concentrata nel quartiere noto come Foundouk el-Yihoudi (letteralmente "albergo/magazzino dell'ebreo") vicino Bab Guissa nella parte nordorientale della città. L'originario cimitero ebraico era localizzato anch'esso nei dintorni, appena fuori dalle porte di Bab Guissa.
Come nel resto del mondo islamico, le comunità ebraiche vivevano nello stato protetto, ma subordinato, di dhimmi, in base alla quale era loro richiesto di pagare una jizya; alle comunità ebraiche era garantita la libertà di movimento e il poter intrattenere relazioni in altri paesi. Fès, insieme a Cordova costituiva uno dei centri della vita culturale e intellettuale ebraica tra il X e l'XI secolo in Marocco e in al-Andalus. Importanti figure come Dunash ben Labrat (poeta vissuto tra il 920 ed il 990), Judah ben David Hayyuj (Abu Zakariyya Yahya; grammatico vissuto tra il 945 ed il 1012) e il celebre talmudista Isaac al-Fasi (1013-1103) nacquero o vissero a Fès. Anche Maimonide visse in città tra il 1159 ed il 1165 dopo esser fuggito da al-Andalus. Questo periodo di prosperità ebbe una battuta d'arresto con l'avvento della dinastia Almohade. Gli Almohadi, fautori di una visione radicale dell'Islam, secondo la dottrina riformista di Ibn Tumart, abolirono la jizya e lo status di dhimmi, istituendo misure repressive nei confronti dei non musulmani. Gli ebrei sotto il loro dominio furono costretti a scegliere tra la conversione e l'esilio; molti si convertirono, continuando a praticare la fede ebraica in segreto.
Il declino degli Almohadi e l'avvento della dinastia Merinide nel XIII secolo riportò un clima più tollerante che permise alla comunità ebraica di rinascere e di prosperare. In seguito ai pogrom in Spagna nel 1391 a Siviglia e in Catalogna, molti ebrei sefarditi (anche noti come megorashim) fuggirono nel Maghreb, stabilendosi in città come Fès.

### Istituzione del mellah (XV secolo)

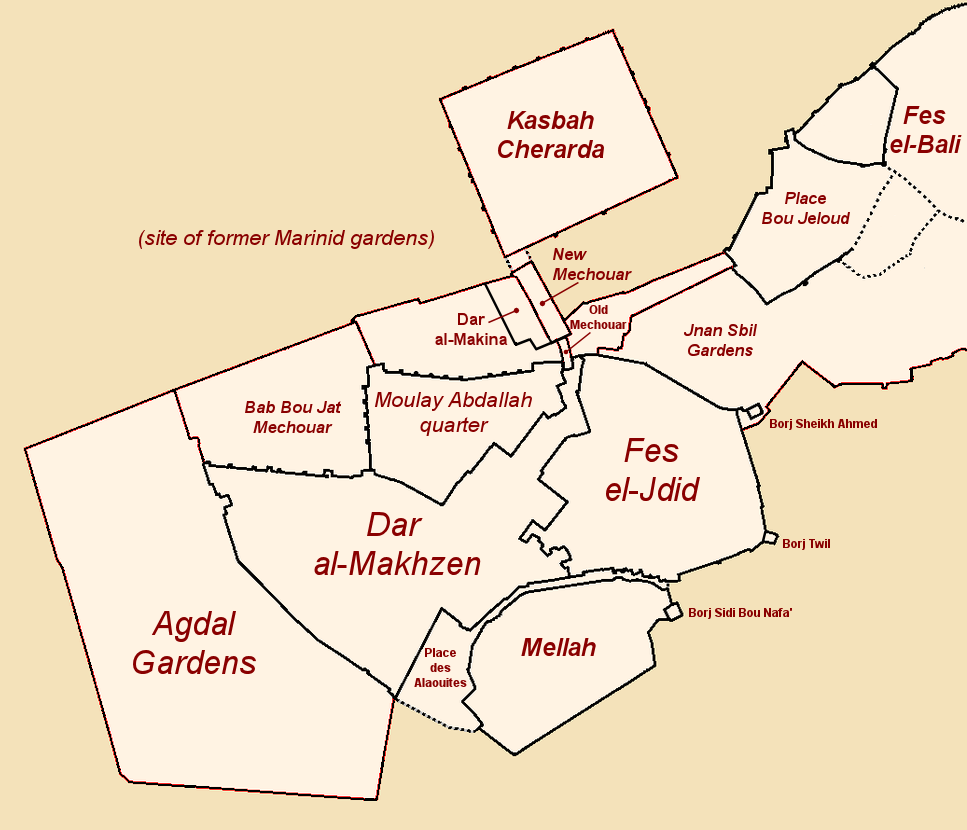
Fès el-Jadid, la città reale Merinide fondata nel 1276, con il mellah a sud.

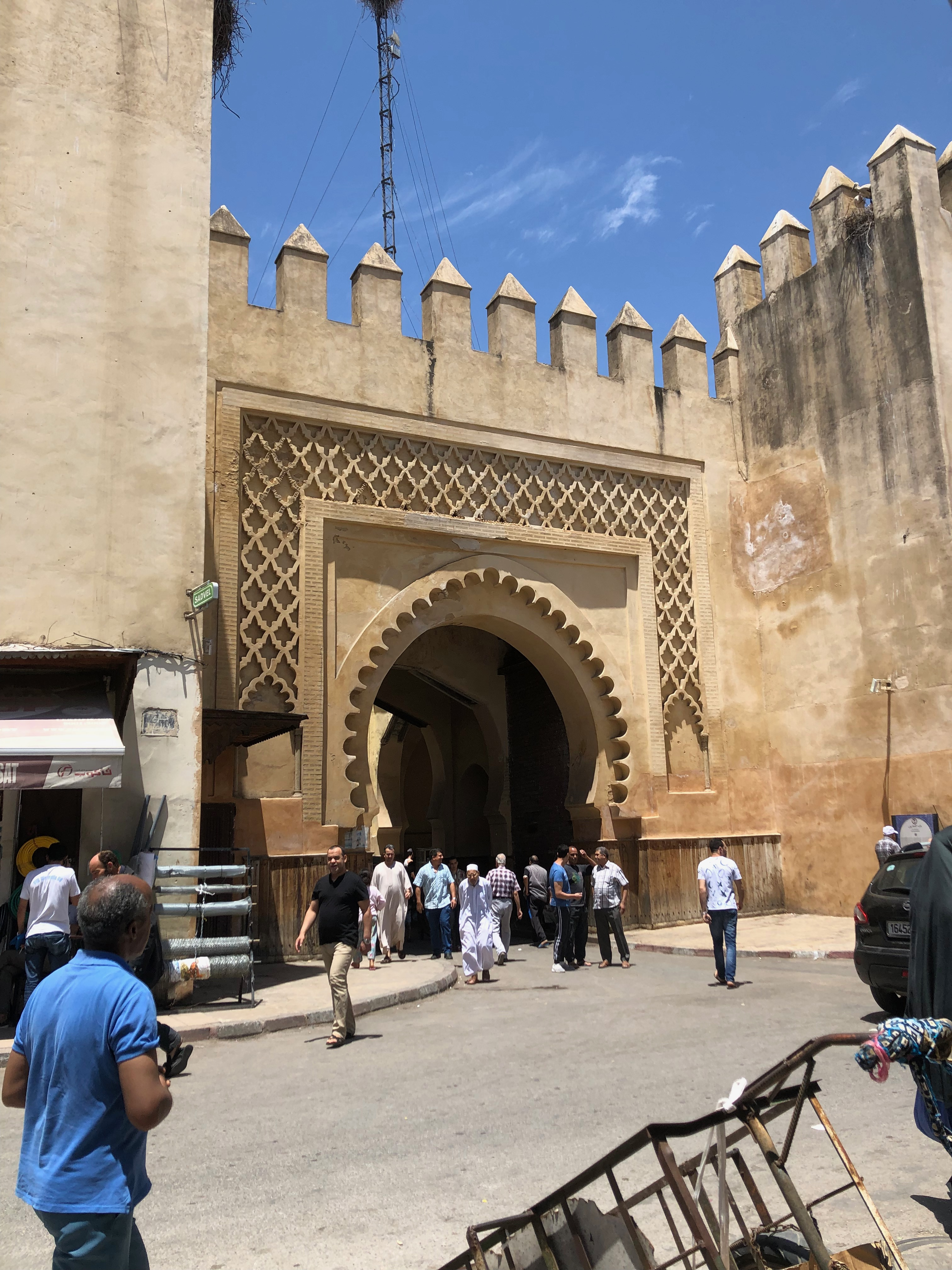
Bab Semmarine, la principale porta meridionale di Fès el-Jadid. Da qui si diradava una strada in direzione sud, verso l'ingresso del mellah, orientato verso questa porta.

Nel 1276 i Merinidi fondarono Fès el-Jadid, una nuova città amministrativa fortificata che ospitasse il Palazzo Reale e le caserme militari. Successivamente, nel periodo Merinide, gli ebrei di Fès el-Bali furono trasferiti in un nuovo distretto nella parte meridionale di Fès el-Jadid. Questo distretto, creato dopo la fondazione della città, era localizzato tra le mura meridionali interne ed esterne ed era in origine abitato da guarnigioni musulmane, in particolare dai contingenti mercenari di arcieri siriani del Sultano. questi reggimenti furono sciolti attorno al 1325 sotto il Sultano Abu Sa'id Uthman II. Il distretto era conosciuto inizialmente come Hims, ma era noto anche come mellah (in arabo ملاح‎?, letteralmente "sale") sia per la presenza di una fonte di acqua salina nella zona, che per la precedente presenza di un magazzino di sale. La seconda denominazione fu poi mantenuta per indicare il quartiere ebraico. Questo fu il primo mellah in Marocco, un fenomeno che si diffuse poi nei secoli successivi anche in altre città, come a Marrakech (un'eccezione notevole fu la vicina Sefrou).
Sia le ragioni che la data precisa dell'istituzione del mellah di Fès non sono accertate. Fonti storiche affermano che a metà del XIV secolo gli ebrei di Fès vivessero ancora a Fès el-Bali ma che alla fine del XVI secolo si fossero stabiliti nel mellah a Fès el-Jadid. Alcuni studiosi ipotizzano che il trasferimento della comunità avvenne in più fasi nel corso del periodo Merinide (tra il XIII ed il XV secolo), in particolare in seguito a episodi di violenza nella città vecchia. La struttura del mellah sembra essersi sviluppata progressivamente ed è probabile che una piccola comunità ebraica vi si sia stabilita appena dopo la fondazione di Fès el-Jadid, raggiunta in seguito da ulteriori nuovi gruppi. Alcuni studiosi attribuiscono il trasferimento alla "riscoperta" della salma di Idris II nella sua zawiya nel 1437, nel centro della città. L'area attorno alla moschea, localizzata nel principale distretto commerciale della città, fu resa un horm (santuario) dove ai non musulmani non era permesso accedere, il che portò al trasferimento della comunità ebraica. Molti studiosi datano il trasferimento a metà del XV secolo, il quale, ad ogni modo, fu fonte di difficoltà e disagi. Molte famiglie ebraiche decisero di convertirsi (almeno ufficialmente) piuttosto che abbandonare le proprie dimore ed attività nel cuore della città vecchia, fatto che portò alla formazione di una nuova comunità nel tessuto sociale di Fès, gli al-Baldiyyin (famiglie musulmane di origine ebraica, che portano cognomi tipici ebraici marocchini).
Il trasferimento della comunità ebraica a Fès el-Jadid, vicino al Palazzo Reale, era dovuto probabilmente anche a motivazioni politiche più ampie, tra le quali il desiderio dei sovrani di avvantaggiarsi delle abilità degli artigiani e delle relazioni commerciali con le comunità ebraiche europee e di altri paesi. Il cimitero ebraico del mellah fu stabilito nell'angolo sudorientale (quella che oggi è la Place des Alaouites, accanto alle porte del Palazzo Reale) in un terreno donato alla comunità ebraica da una principessa Merinide, Lalla Mina, nel XV secolo.
Il XV secolo fu anche un periodo di instabilità politica, con i visir Wattasidi che assumevano il controllo effettivo della dinastia dei Merinidi, competendo con altre fazioni locali a Fès. Nel 1465, il mellah fu attaccato dalla comunità musulmana di Fès el-Bali durante la rivolta del 1465 contro il Sultano Merinide Abu Muhammad Abd al-Haqq II e contro il visir ebreo Harun ibn Battash. L'attacco provocò migliaia di vittime ebraiche; molti ebrei dovettero convertirsi all'Islam. Ci volle un decennio affinché la vita ebraica potesse rinascere, riprendendo a prosperare sotto il regno del Sultano Muhammad al-Shaykh al-Wattasi (1472-1505).

### Storia successiva del mellah (fine XV-XIX secolo)

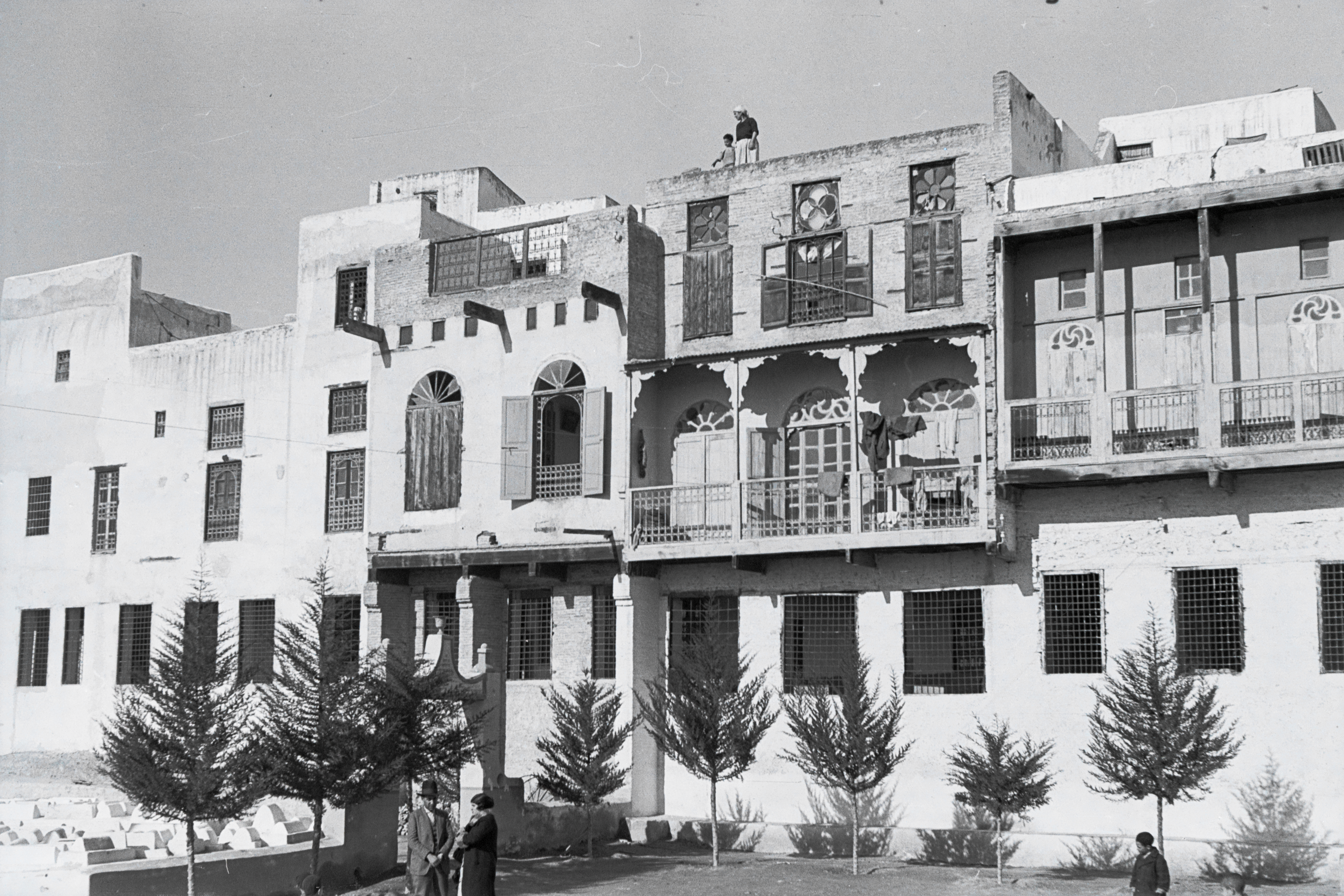
Case ebraiche nel mellah (fotografate nel 1932 ai margini del cimitero).

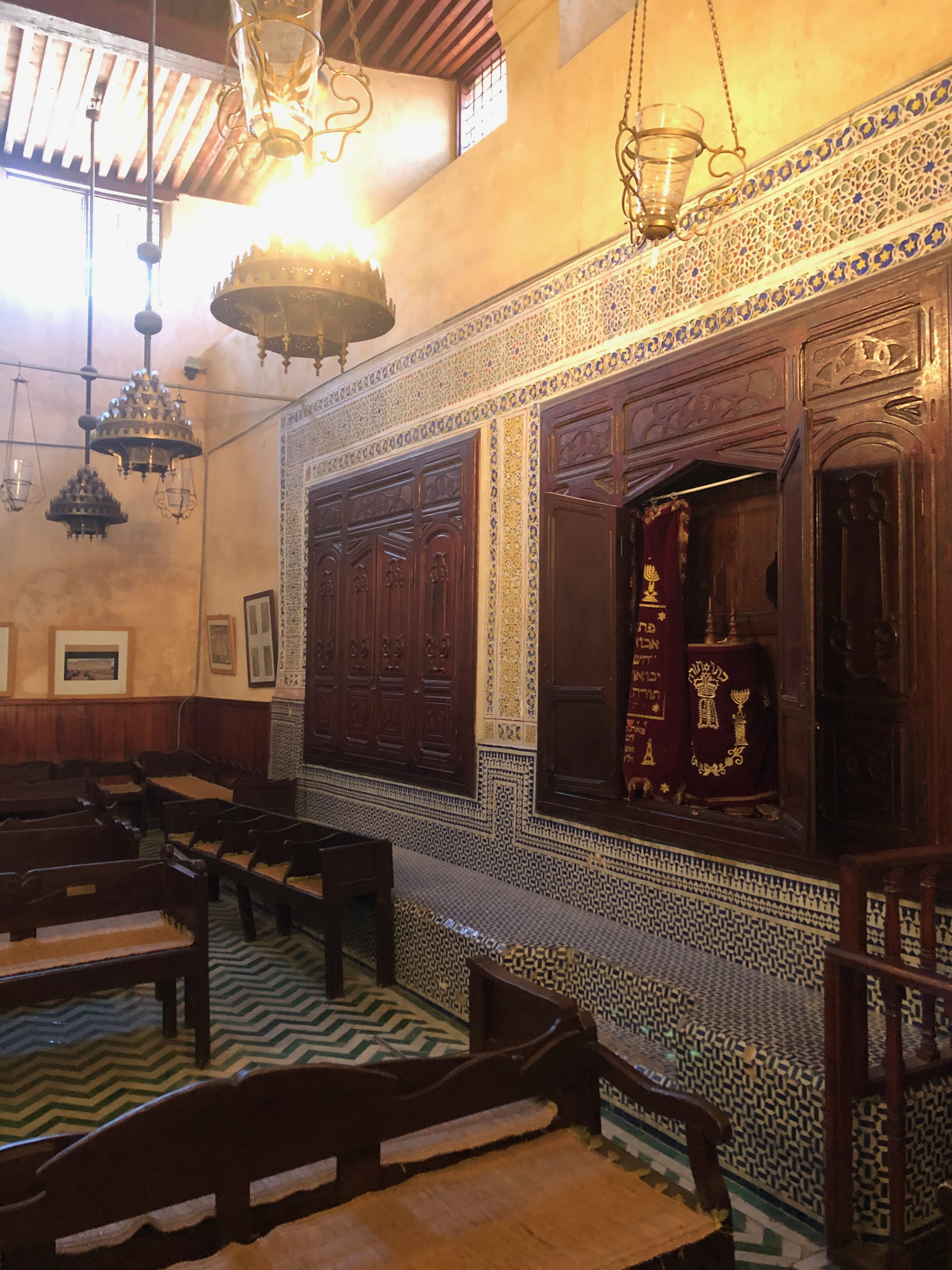
Interno della sinagoga Ibn Danan, stabilita nel XVII secolo.

Nei secoli successivi le condizioni del mellah e della comunità ebraica di Fès variarono in base alle circostanze, che in generale interessavano tutti gli abitanti di Fès, incluse le carestie e le guerre. La posizione del mellah, entro le mura fortificate di Fès el-Jadid e accanto al Palazzo Reale garantì una relativa sicurezza.
Importanti svolte avvennero nel 1492, quando la corona spagnola uspulse gli ebrei dai suoi territori, seguita dal Portogallo nel 1497. Le successive ondate di ebrei sefarditi (arrivati insieme ai moriscos) migranti verso Fès e verso il resto del Maghreb incrementarono la popolazione ebraica della regione, alterandone la composizione sociale, etnica e linguistica. Secondo uno studioso belga che visitò il mellah a metà del XVI secolo, il quartiere ebraico ospitava circa 4.000 abitanti. L'arrivo degli immigrati sefarditi rinforzò la vita culturale ebraica, dividendo però la comunità secondo linee etniche per molte generazioni. I megorashim di origine sefardita mantennero per secoli il loro retaggio e la loro lingua giudeo-spagnola (evolutasi poi nello haketia), mentre gli indigeni toshavim, di lingua araba e di retaggio arabo e berbero, seguivano le loro tradizioni. I membri delle due comunità mantenevano sinagoghe e cimiteri separati. Fu solo a partire dal XVIII secolo che le due comunità cominciarono a mescolarsi; l'arabo divenne la lingua dell'intera comunità, mentre il minhag sefardita divenne dominante in ambito liturgico.

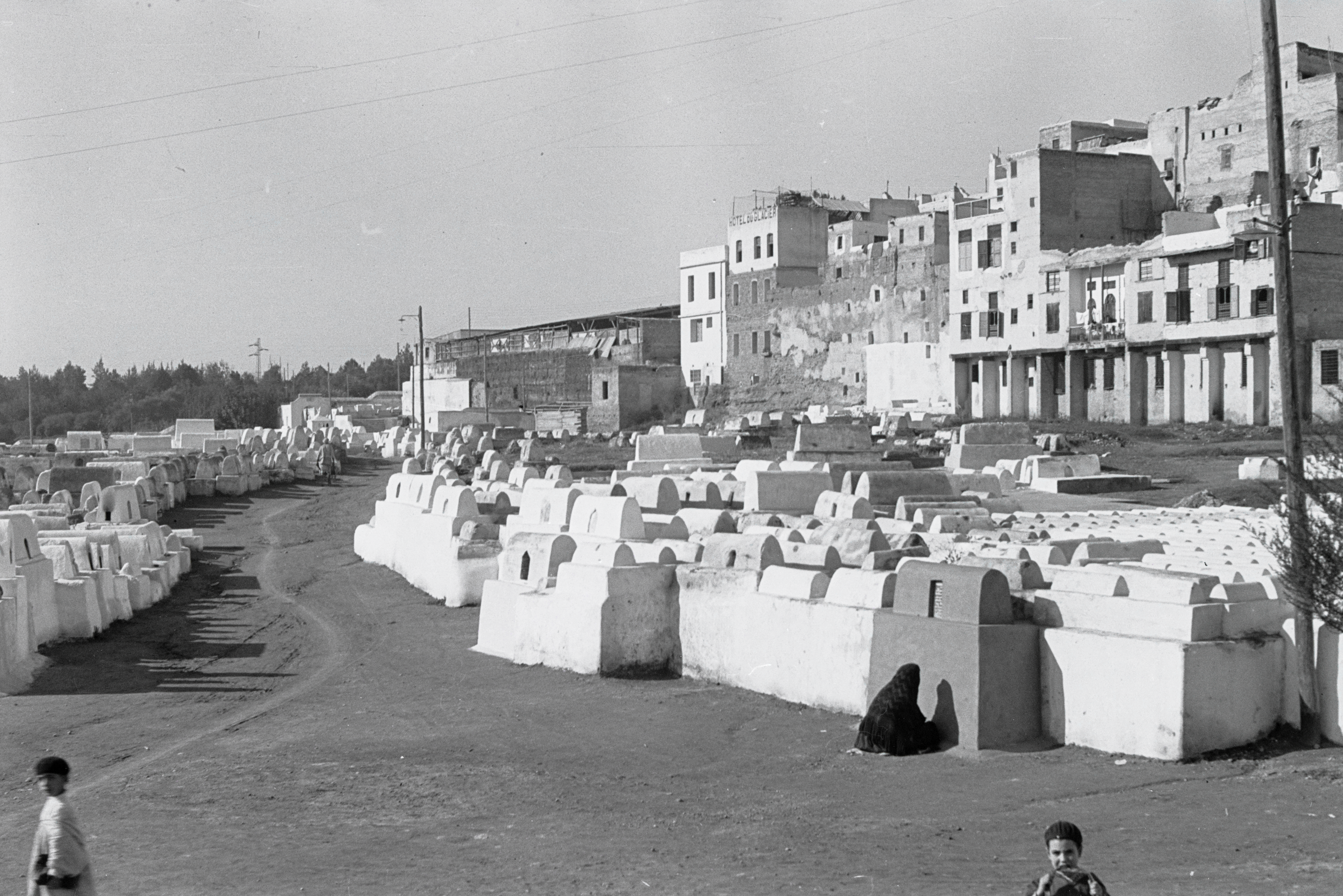
Il cimitero ebraico nel 1932.

Nel XVII secolo giunsero in città numerosi ebrei delle regioni di Tadla e di Sous, arrivati rispettivamente sotto i regni dei sultani Alawiti Mulay al-Rashid e Mulay Isma'il. Vi furono serie difficoltà tra il 1790 e il 1792 durante un periodo di turbolenze generali e di declino sotto il Sultano Mulay al-Yazid ibn Muhammad. Durante questi due anni, il Sultano obbligò la comunità ebraica a trasferirsi nella periferica Kasbah Cherarda dall'altra parte di Fès el-Jadid. Il mellah fu occupato da truppe tribali fedeli al sovrano, la sinagoga sostituita con una moschea e il cimitero ebraico spostato vicino a Bab Guissa. Inoltre, il Sultano ridusse in modo permanente le dimensioni del quartiere demolendo le mura della città vecchia e ricostruendole lungo un perimetro molto più contenuto. Fu solo dopo la morte del sultano che il qadi musulmano di Fès ordinò la restaurazione del mellah e la demolizione della moschea costruita dalle truppe di Yazid.
Le condizioni della comunità ebraica migliorarono considerevolmente nel XIX secolo, quando l'espansione degli scambi commerciali permise ai mercanti ebrei di acquisire una posizione importante nel commercio internazionale in Marocco. Questo fenomeno portò a una maggiore apertura sociale e a un cambiamento dei gusti e degli atteggiamenti, specialmente tra gli ebrei più ricchi, che realizzarono lussuose residenze nel mellah superiore.
Alla fine del XIX secolo, il quartiere comprendeva quindici sinagoghe. Nel 1894, il Sultano ordinò che il vecchio cimitero ebraico, situato alla base del muro esterno del Palazzo Reale, venisse spostato per permettere un ampliamento del palazzo. Il cimitero fu quindi spostato nell'angolo sudorientale del mellah, dove è situato tuttora. Tuttavia, alcuni studiosi attribuiscono lo spostamento del cimitero ai lavori dell'amministrazione francese nel 1912, sottolineando la presenza di tombe nell'area del vecchio cimitero fino al 1912. L'attuale cimitero sudorientale esisteva probabilmente dall'inizio del XIX secolo ed era ancora in gran parte libero nelle sue parti orientali prima del XX secolo.

### Il XX e il XXI secolo

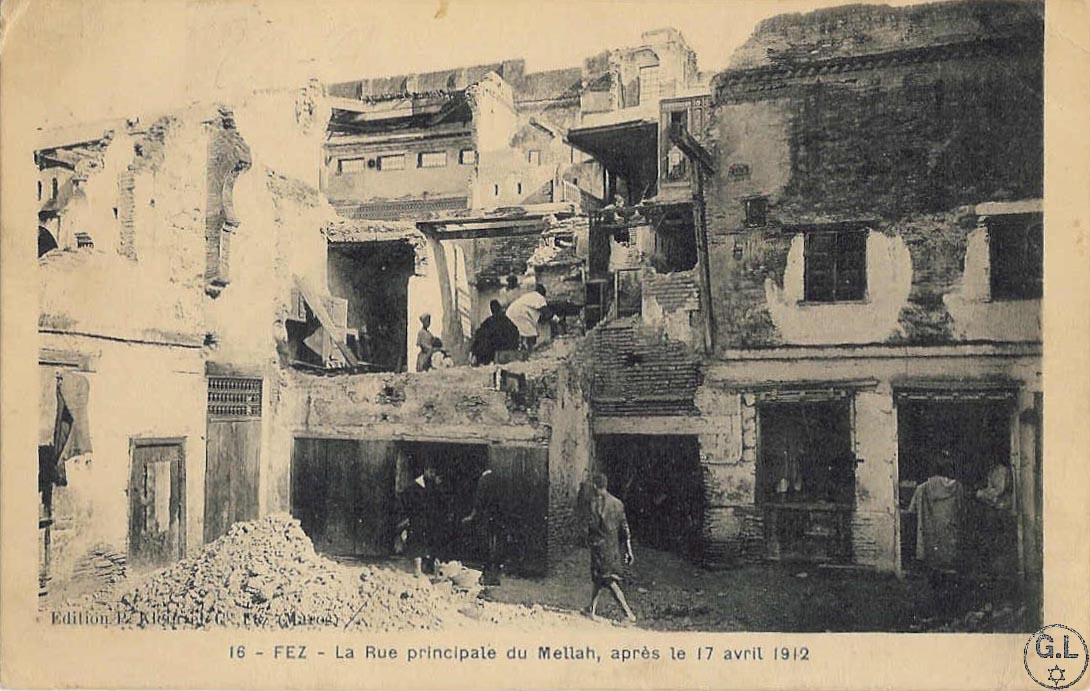
Case danneggiate nel mellah dopo i moti del 1912.

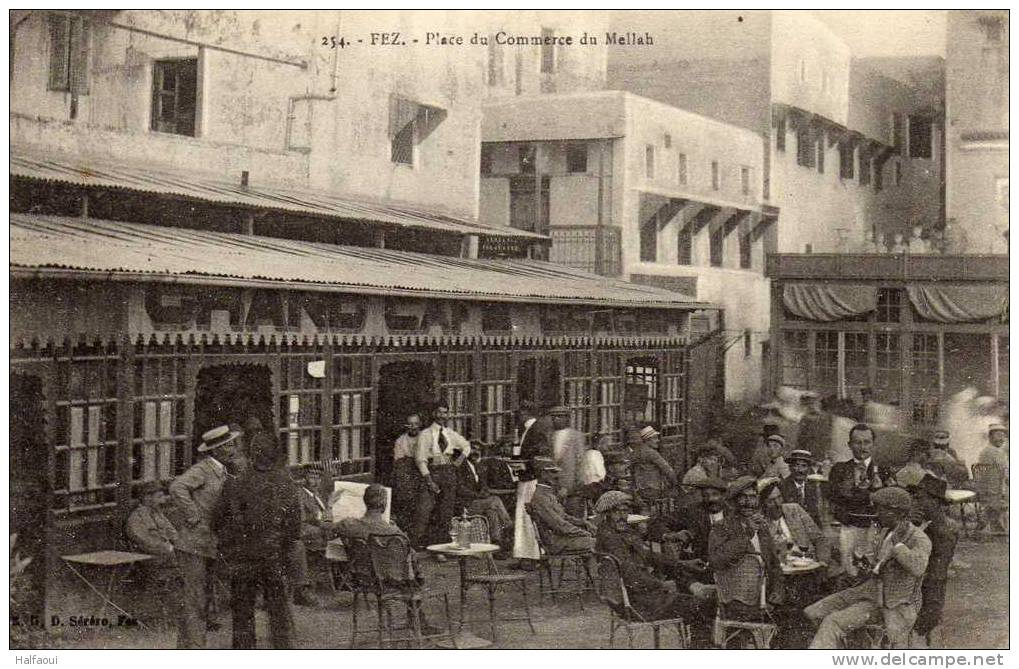
La Place du Commerce, realizzata dai francesi nel 1912 dietro Bab al-Amer.

In seguito al trattato di Fès del 1912, venne istituito in Marocco il protettorato francese. Una delle reazioni immediate furono violente rivolte scoppiate a Fès nel 1912, che portarono a numerosi attacchi alla comunità europea e a quella ebraica. Fès e il suo Palazzo Reale cessarono di essere la sede del potere in Marocco, e la capitale fu trasferita a Rabat. Vi furono vasti cambiamenti nel corso del periodo coloniale. Iniziata sotto il generale Hubert Lyautey, la realizzazione della Ville Nouvelle ("città nuova"), a ovest, ebbe un significativo impatto sullo sviluppo della città.
Nell'area attorno a Bab al-Amer, nell'angolo sudoccidentale del mellah, l'amministrazione francese giudicò la porta vecchia troppo stretta e inconveniente per il traffico, demolendo quindi un vicino acquedotto e parte del muro circostante per migliorare l'accesso. Nel processo fu realizzata una grande piazza aperta sul sito del precedente cimitero ebraico che divenne nota come Place du Commerce, poi annessa alla più ampia Place des Alaouites. Nel 1924, l'amministrazione francese demolì una serie di modesti negozi e scuderie sul bordo settentrionale del mellah per realizzare un'ampia strada per i veicoli (Rue Boukhessissat o Bou Khsisat; poi nota anche come Rue des Mérinides) tra il quartiere ebraico e il muro meridionale del Palazzo Reale. I negozi furono sostituiti con boutiques più appariscenti costruite secondo lo stile architettonico delle case ebraiche del mellah, con molti balconi aperti e decorazioni esterne.
Mentre la popolazione di Fès e di Fès el-Jadid crebbe considerevolmente in questo periodo, nella seconda metà del XX secolo, il mellah si spopolò della sua comunità ebraica che si trasferì alla Ville Nouvelle, a Casablanca, o emigrò in massa verso Israele, Francia e Canada. Negli anni 1940, si stimava la popolazione ebraica a 15.150 nel mellah e a 22.000 in tutta Fès. L'emigrazione di massa della comunità ebraica verso Israele fu incoraggiata ed organizzata da agenti sionisti legati all'Agenzia ebraica e al Mossad. Nel quartiere si stabilirono quindi famiglie musulmane originarie dalle campagne circostanti, che costituiscono oggi la popolazione del quartiere. Nel 1997 vi erano circa 150 ebrei a Fès, e nessuna delle sinagoghe del mellah era funzionante.

## Struttura del mellah

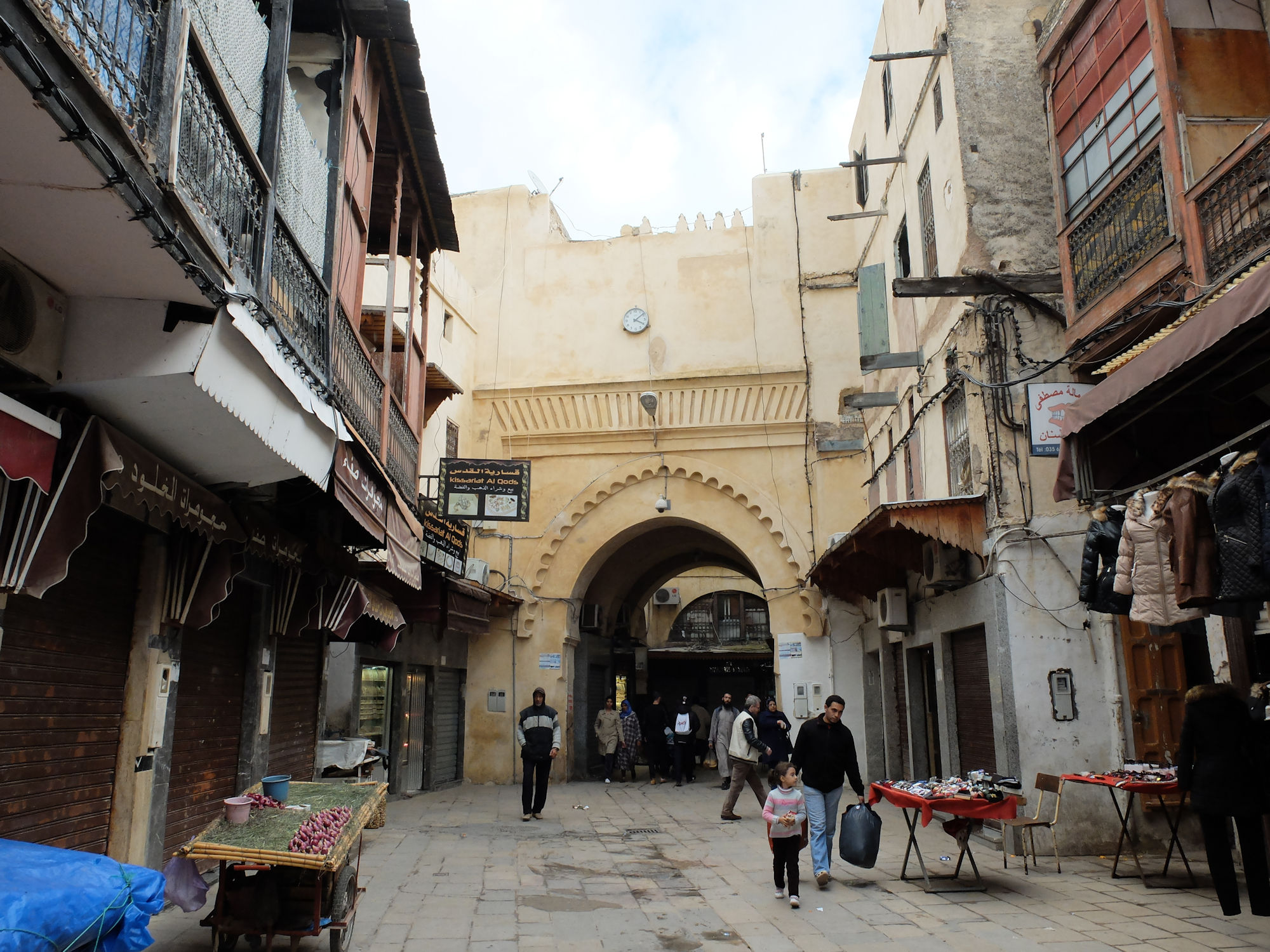
Bab el-Mellah, l'ingresso storico del mellah, sulla strada principale del quartiere.

La struttura del mellah prese forma progressivamemte nel corso dei secoli, venendo modificata più volte, specialmente in seguito ad incendi e a repressioni politiche (come dopo l'intervento di Moulay Yazid che ridusse l'estensione del mellah tra il 1790 e il 1792). Date le varie ristrutturazioni, pochi monumenti sono antichi quanto quelli di Fès el-Bali, anche se alcune sinagoghe, ad esempio, sorgono nella loro posizione da secoli (anche se ristrutturate).

### La strada principale del mellah (Derb al-Souq)

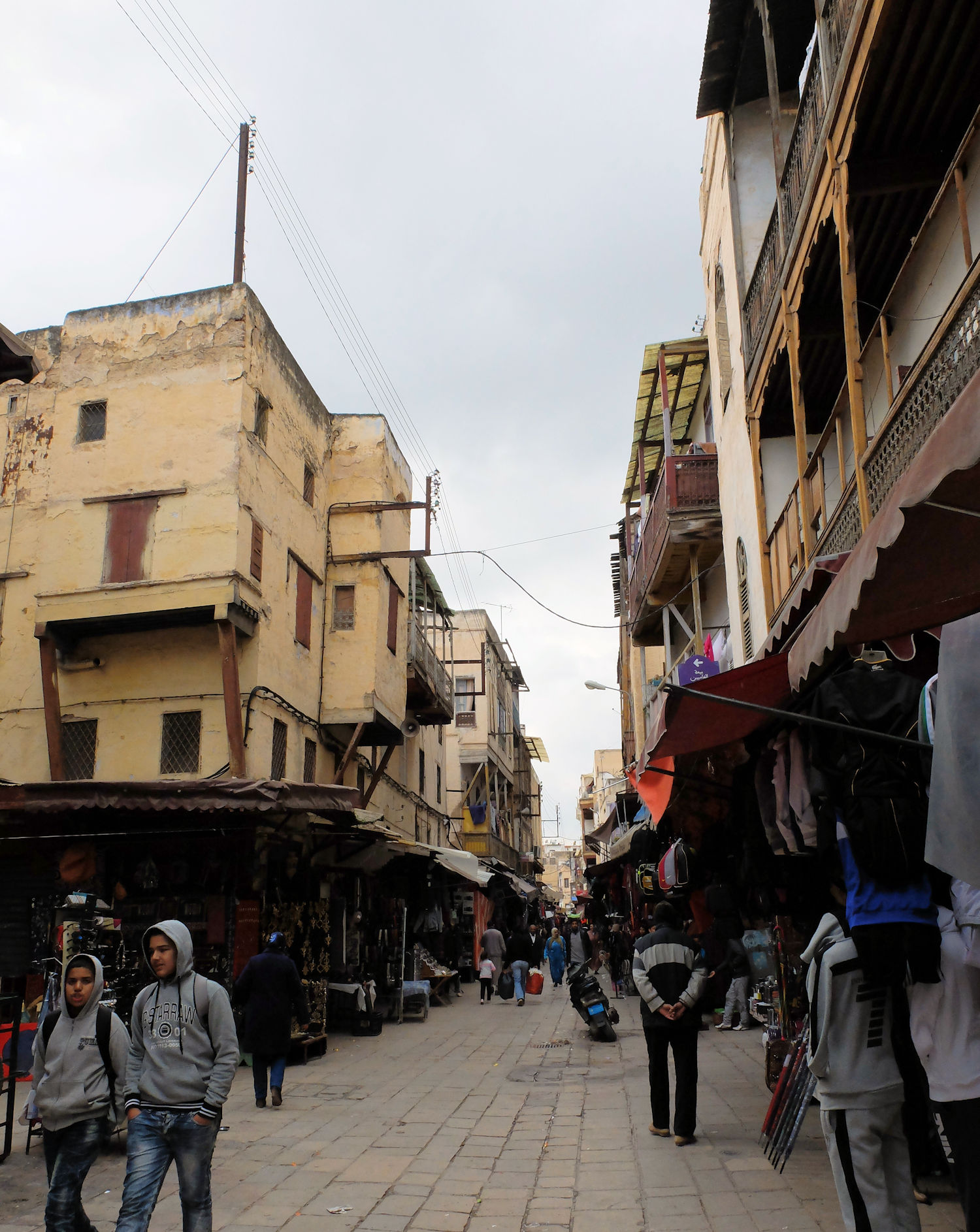
La strada principale del mellah, storicamente nota come Derb al-Souq ("strada del suq").

Al mellah vi si accedeva storicamente da nord-est. Il quartiere occupa un distretto nella parte meridionale di Fès el-Jadid, oltre il muro principale Merinide (quello interno) al quale si poteva accedere attraverso Bab Semmarine. Direttamente a sud di Bab Semmarine si estendeva il quartiere di Sidi Bou Nafa, tradizionalmente abitato da musulmani, e che confinava con un bastione Sa'diano con lo stesso nome e il cui profilo si può distinguere ancora oggi. Tuttavia, da Bab Semmarine una strada si dirigeva verso sud e verso ovest attraverso questi quartieri fino a raggiungere Bab el-Mellah, che situato all' interno di un borj (un'ampia torre o bastione), rappresentava l'ingresso del mellah.
Bab el-Mellah originariamente includeva un ingresso ripiegato ma è ora caratterizzato da un passaggio dritto. Malgrado le modifiche, l'area accanto è probabilmente la più antica del mellah. Appena a sud della porta, entro i confini del mellah, sorge la sinagoga Slat al-Fassiyin, probabilmente la più antica del quartiere. A ovest di Bab el-Mellah, la strada da Bab Semmarine continua e costituisce il suq (il mercato) del mellah, chiamata Derb al-Souq ("strada del suq"). Originariamente, la strada potrebbe essere stata molto più ampia e consistente di una grande piazza per il mercato, ma nel tempo si è costantemente ridotta per la costruzione di negozi e case. La fine occidentale della strada è stata molto stretta fino al 1912, quando l'amministrazione francese realizzò la Place du Commerce dietro Bab al-Amer, permettendo l'ingresso ai pedoni da entrambe le estremità. La strada principale costituiva anche il confine tra il mellah superiore e quello inferiore.

### Il mellah superiore

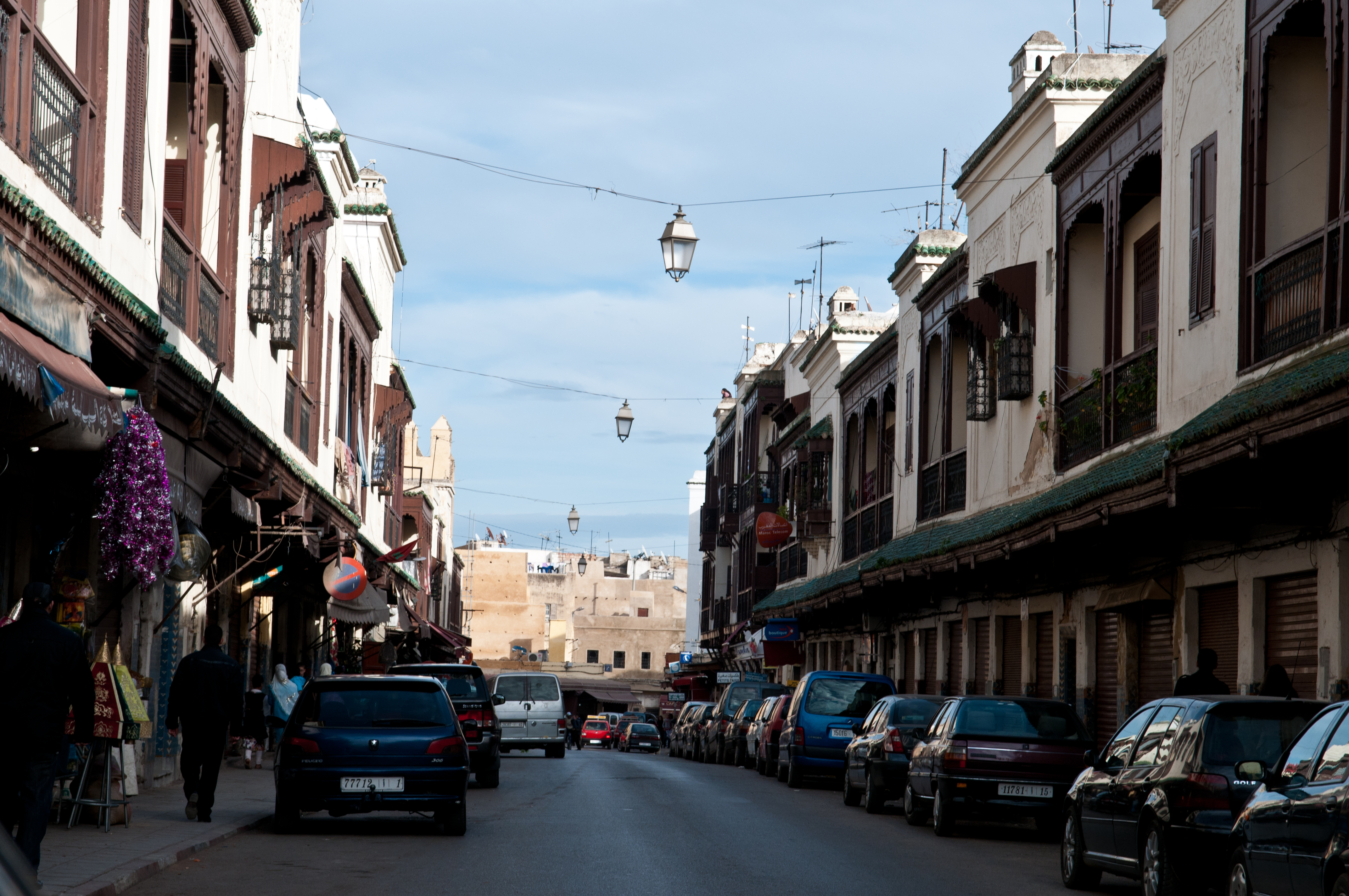
La Rue Boukhessissat (ora nota anche come Rue des Mérinides), realizzata nel 1924 tra l'antico confine settentrionale del mellah e i muri meridionali del Palazzo Reale.

Il mellah superiore si sviluppa attorno a Derb al-Fouqi, una strada che si dirama da Derb al-Souq da dentro Bab el-Mellah. Derb al-Fouqi, noto anche come "Strada alta", si sviluppa a nord e approssimativamente parallelo alla strada principale a sud. Finiva in un vicolo cieco ad ovest, ma era collegato alla strada principale attraverso diversi vicoli che si diramavano a sud. Il mellah superiore costituiva la residenza della borghesia ebraica, come evidenziato dalla presenza di dimore lussuose, la più famosa delle quali è la Casa di Ben Simhon. Molte delle famiglie qui residenti avevano origini sefardite. Queste abitazioni lussuose erano concentrate particolarmente nel margine settentrionale del mellah, al confine con quelli che erano i giardini Bou Khsisat e con i muri esterni, posizione che permetteva l'esposizione all'aria aperta. Inoltre, l'orientamento dei balconi e delle finestre verso nord garantiva un ambiente leggermente più fresco d'estate.
Essendo un quartiere prevalentemente residenziale, vi sorgevano pochi servizi. Una delle poche eccezioni era il forno per cuocere il pane, nel quale operavano musulmani (in modo che potesse produrre il pane anche durante lo Shabbat). La strada ospitava anche molti laboratori che producevano prodotti nei quali la comunità ebraica era specializzata, come lo sqalli (ricamo d'oro usato per decorare tessuti e altri oggetti). In seguito alla realizzazione di una strada più ampia (la Rue Boukhessissat o Bou Khsisat) tra i precedenti confini settentrionali del mellah e il muro meridionale del Palazzo Reale nel 1924, questa strada fu fiancheggiata da una nuova fila di case e boutiques ebraiche relativamente decorate che sono visibili ancora oggi.

### Il mellah inferiore

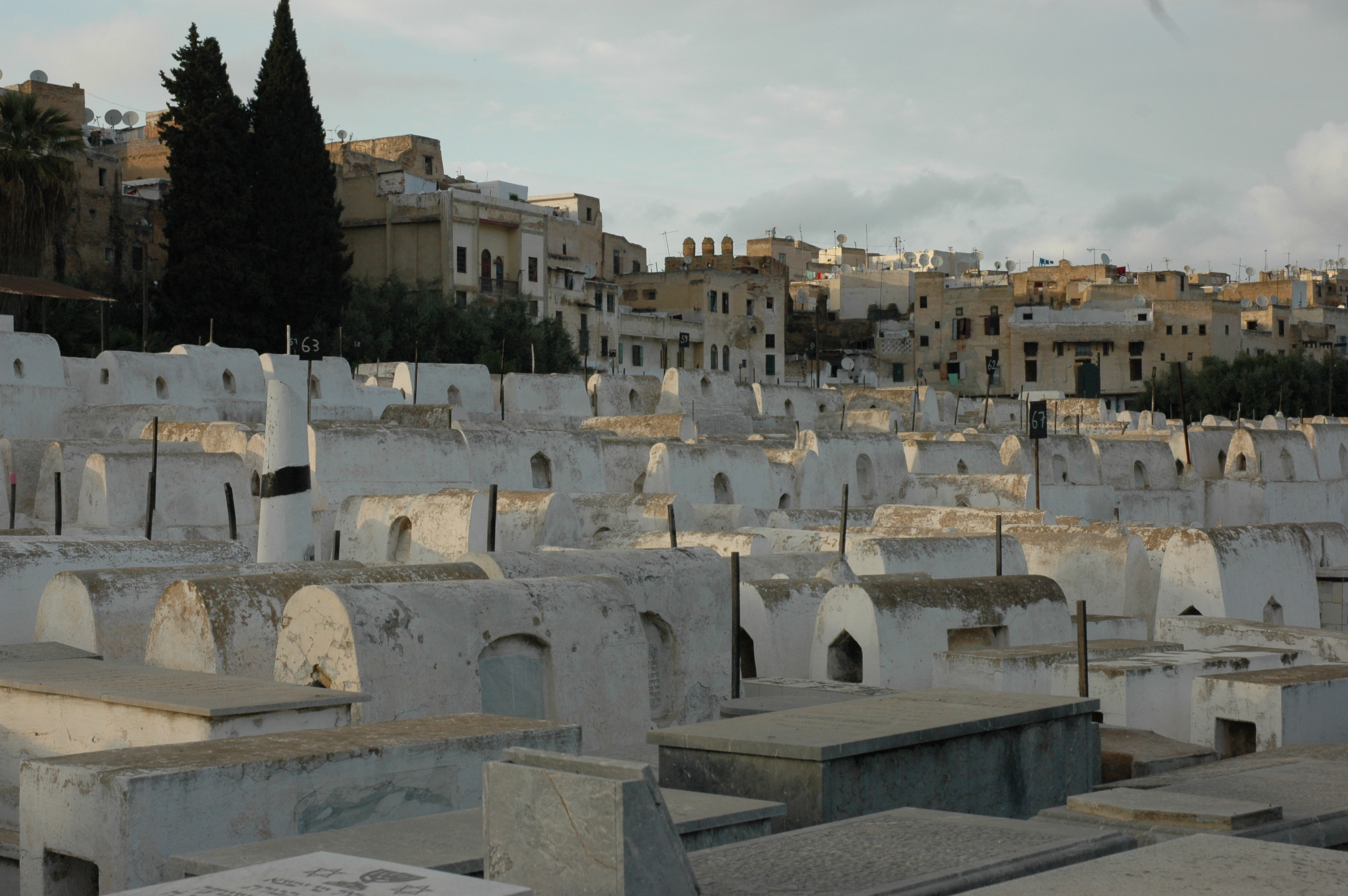
Il cimitero ebraico del mellah.

Il mellah inferiore era più povero e popolato rispetto al mellah superiore. Il tessuto urbano a sud della strada principale (Derb al-Souq) è probabilmente il più antico. Qui le strade sono particolarmente contorte a causa della costante espansione delle strutture abitative nel tempo. Vi si trovavano molti laboratori, soprattutto vicino alla strada del mercato. Molte corsie hanno portato allo sviluppo di impasse che sono state a loro volta chiuse da cancelli all'ingresso, creando mini-quartieri privati. Alcune strade erano abbastanza larghe da consentire rituali ed eventi come le sfilate per i Bar mitzvah. È in questo quartiere che sono situate le sinagoghe più antiche del mellah, come la sinagoga Ibn Danan e la sinagoga Slat al-Fassiyin. Nel margine settentrionale del cimitero, nella parte meridionale del distretto, trovava spazio il mattatoio della comunità. Vi erano poi il mikveh, un forno e varie scuole.

#### Il cimitero ebraico

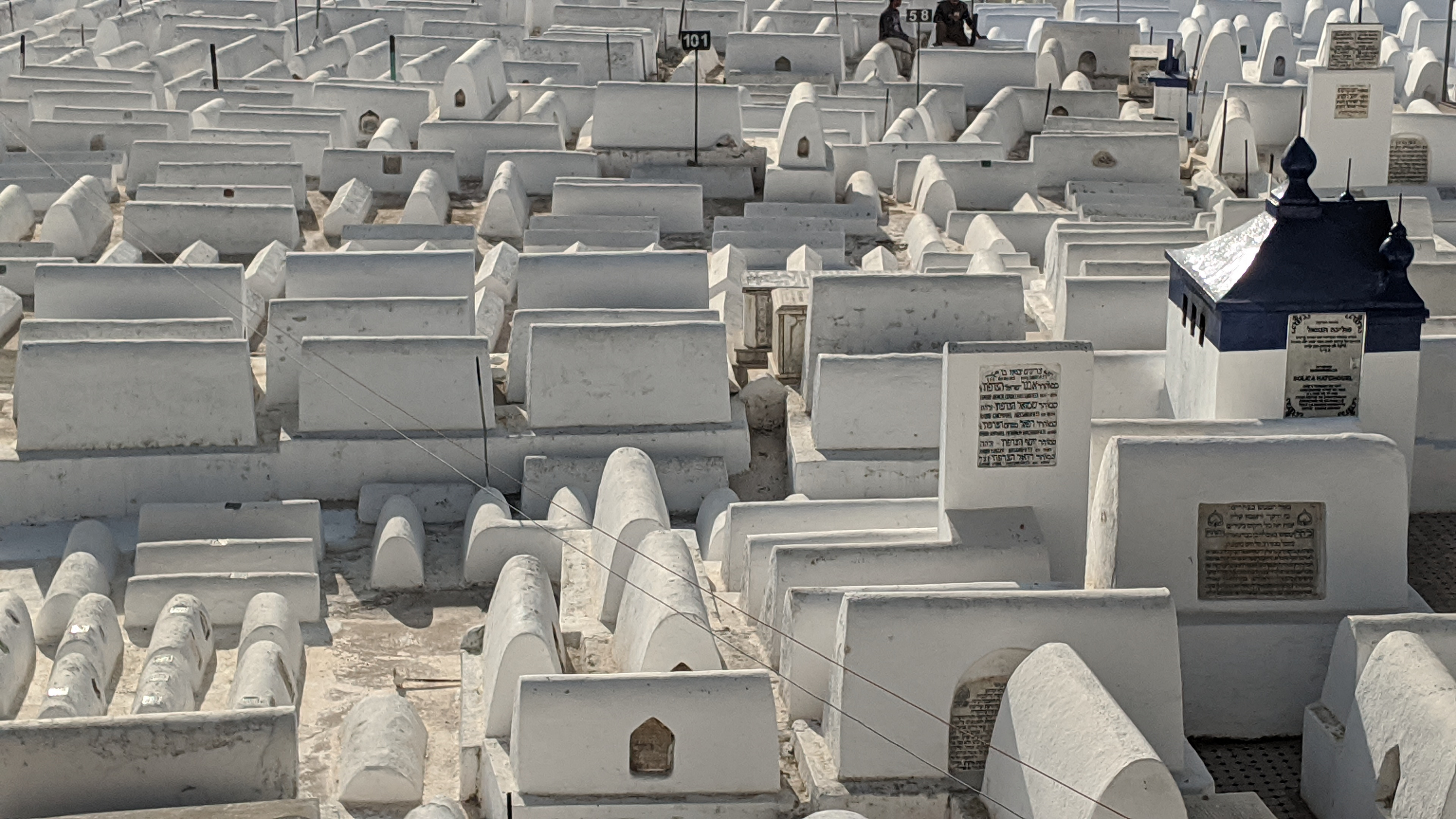
Tombe nel cimitero ebraico.

L'angolo sudoccidentale del mellah è occupato da un vasto cimitero ebraico, che esiste dall'inizio del XIX secolo, ma che fu ampliato nella sua estensione attuale solo nel XX secolo. 
Questo è stato il cimitero principale del mellah da quando il vecchio cimitero, situato a nord-ovest alla base delle mura del Palazzo Reale, fu spostato nel 1894 su ordine del Sultano o probabilmente dalle autorità francesi nel 1912. Il cimitero era gestito dal locale Hebra Qadisha, che serviva la comunità anche come vigile del fuoco. Oggi, una piccola sinagoga sul lato nordorientale del cimitero funge da museo.

#### Il quartiere En-Nowawel
A est del cimitero e a sud del quartiere Sidi Bou Nafa' sorge un quartiere relativamente recente chiamato En-Nowawel o An-Nawawil, datato probabilmente alla fine del XIX secolo. Il nome si riferisce alle capanne di paglia che inizialmente vi si estendevano come rifugi grezzi per gli abitanti, ebrei probabilmente immigrati recentemente dalle zone rurali. Nel tempo, furono stabilite delle abitazioni regolari. Tra il cimitero e En-Nowawel sorgeva un tempo un ampio spazio utilizzato per i giochi. Il quartiere era dotato di un forno e di un hammam.

## Sinagoghe

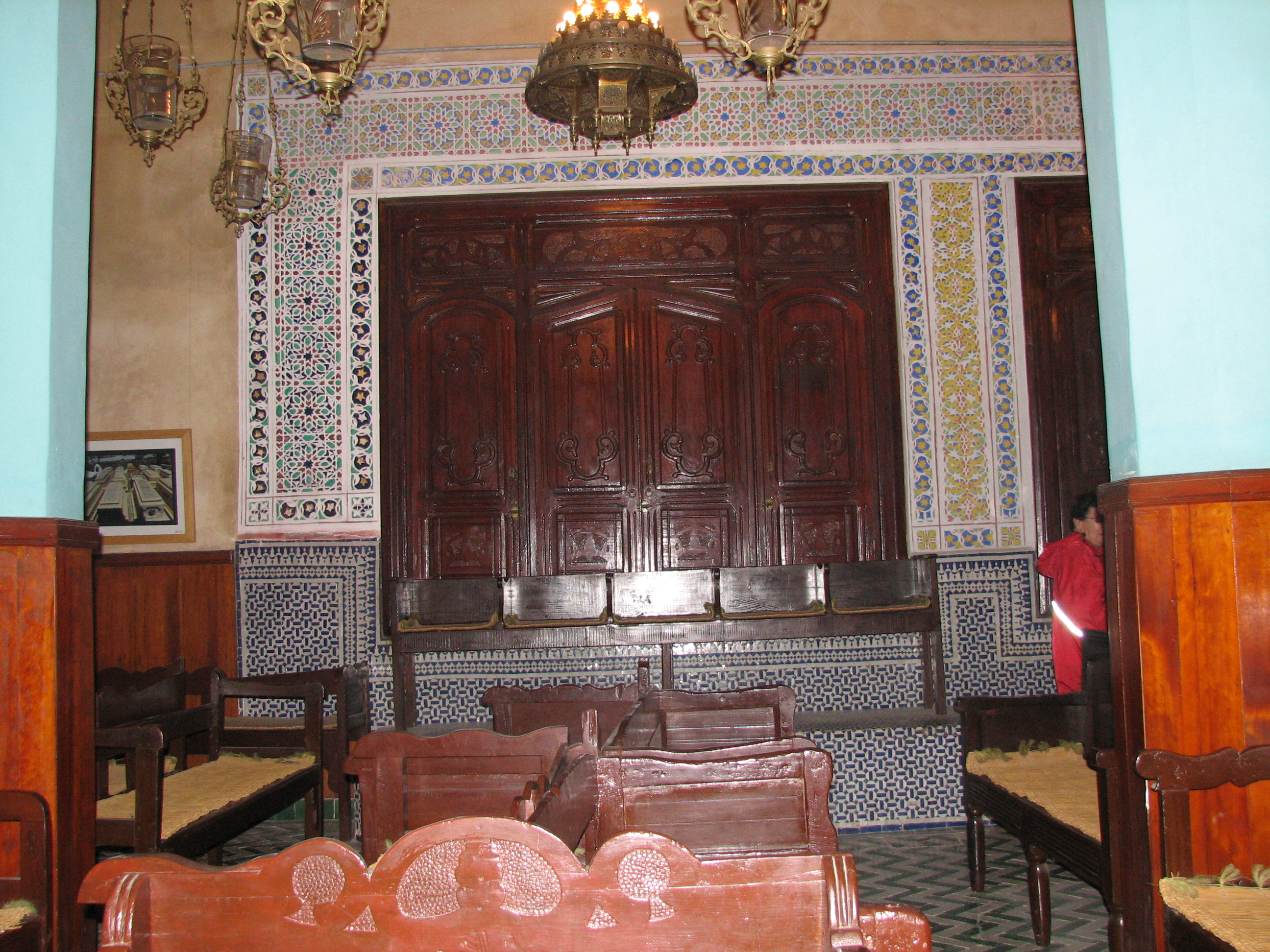
Interno della sinagoga Ibn Danan.

Molte delle sinagoghe nel mellah erano in principio costituite semplicemente da stanze preesistenti all'interno di residenze private che furono poi convertite dai proprietari in sinagoghe sostenute dalle donazioni dei membri della comunità. Di conseguenza, quasi tutti vivevano a pochi passi da una sinagoga, ma pochissime di esse erano supportate da finanziamenti pubblici. Alcune sinagoghe, tuttavia, erano più ampie ed erano decorate con piastrelle zellij, stucco intagliato e soffitti lignei dipinti, in riferimento anche alla tipica architettura islamica della città.
Tra le sinagoghe più celebri del mellah si cita la sinagoga Ibn Danan, datata alla fine del XVII secolo, e la sinagoga Slat al-Fassiyin, considerata la più antica del quartiere e risalente probabilmente al periodo Merinide (XIII-XV secolo). Entrambe furono ristrutturate più volte. Per molti secoli, gli ebrei sefarditi, noti come megorashim, e gli ebrei indigeni, noti come toshavim, mantenevano sinagoghe separate, finché il rito sefardita (minhag) alla fine prevalse nella maggior parte degli aspetti della pratica religiosa. La sinagoga Slat al-Fassiyin era una delle poche sinagoghe nel XX secolo dove si teneva un rito non sefardita.
Le seguenti sono le sinagoghe del mellah di Fès nel periodo moderno:
- Mellah superiore:
  - Sinagoga Mansano
  - Sinagoga Ibn Attar
  - Sinagoga di Rabbi Yehuda ben Attar
  - Sinagoga di Rabbi Haim Cohen
  - Sinagoga di Haham Abensur
  - Sinagoga di Saba
  - Sinagoga Gozlan
- Mellah inferiore:
  - Sinagoga Ibn Danan
  - Sinagoga Slat al-Fassiyin
  - Sinagoga Bar Yochai
  - Sinagoga Obayd
  - Sinagoga Dbaba
  - Sinagoga di Rabbi Raphael Abensur
- Quartiere di En-Nowawel:
  - Sinagoga di Aharon Cohen
  - Sinagoga di Saadian Danan
  - Sinagoga di Hachuel
  - Sinagoga di Rabbi El Baz

### Libri
- (FR) Roger Le Tourneau, Fès avant le protectorat : étude économique et sociale d'une ville de l'occident musulman, Casablanca, Société Marocaine de Librairie et d'Édition, 1949.
- (FR) Abdelaziz Touri, Mhammad Benaboud, Naïma Boujibar El-Khatib, Kamal Lakhdar e Mohamed Mezzine, Le Maroc andalou : à la découverte d'un art de vivre, 2ª ed., Ministère des Affaires Culturelles du Royaume du Maroc & Museum With No Frontiers, 2010, ISBN 978-3-902782-31-1.
- (FR) Henri Terrasse, La Mosquée al-Qaraouiyin à Fès; avec une étude de Gaston Deverdun sur les inscriptions historiques de la mosquée, Parigi, Librairie C. Klincksieck, 1968.
- (FR) Hicham Rguig, Quand Fès inventait le Mellah, in Maroc médiéval: Un empire de l'Afrique à l'Espagne, Parigi, Louvre éditions, 2014, ISBN 978-2-35031-490-7.
- (FR) Joseph Chetrit, Juifs du Maroc et Juifs d'Espagne: deux destins imbriqués, in Yannick Lintz (a cura di), Maroc médiéval: Un empire de l'Afrique à l'Espagne, Parigi, Louvre éditions, 2014, ISBN 978-2-35031-490-7.
- (FR) Mohamed Métalsi, Fès: La ville essentielle, Parigi, ACR Édition Internationale, 2003, ISBN 978-2-86770-152-8.
- (FR) Gaston Deverdun, Marrakech: Des origines à 1912, Rabat, Éditions Techniques Nord-Africaines, 1959.
- (EN) Richard Parker, A practical guide to Islamic Monuments in Morocco, Charlottesville, The Baraka Press, 1981.
- (EN) Moshe Gershovich, Pre-Colonial Morocco: Demise of the Old Mazhkan, in French Military Rule in Morocco: colonialism and its consequences, Routledge, 2000, ISBN 0-7146-4949-X.
- (FR) Charlotte Jelidi, Fès, la fabrication d'une ville nouvelle (1912-1956), ENS Éditions, 2012.

### Pubblicazioni
- (EN) Shai Srougo, The social history of Fez Jews in the gold-thread craft between the Middle Ages and the French colonialist period (sixteenth to twentieth centuries), vol. 54, Middle Eastern Studies, 2018,  pp. 901-916, DOI:10.1080/00263206.2018.1479694.
- (FR) Henri Bressolette e Jean Delaroziere, Fès-Jdid de sa fondation en 1276 au milieu du XXe siècle, Hespéris-Tamuda, 1983,  pp. 245-318.
- (EN) Susan Gilson Miller, Attilio Petruccioli e Mauro Bertagnin, Inscribing Minority Space in the Islamic City: The Jewish Quarter of Fez (1438-1912), vol. 60, Journal of the Society of Architectural Historians, 2001, DOI:10.2307/991758, JSTOR 991758.

### Enciclopedie
- (EN) Ben Zion Bokser, Moses Maimonides Jewish philosopher, scholar, and physician, su britannica.com, Enciclopedia Britannica.